# Canton (Maine)
Canton es un pueblo ubicado en el condado de Oxford en el estado estadounidense de Maine. En el Censo de 2010 tenía una población de 990 habitantes y una densidad poblacional de 12,53 personas por km².

## Geografía
Canton se encuentra ubicado en las coordenadas 44°29′26″N 70°17′41″O / 44.49056, -70.29472. Según la Oficina del Censo de los Estados Unidos, Canton tiene una superficie total de 79.01 km², de la cual 75.43 km² corresponden a tierra firme y (4.53%) 3.58 km² es agua.

## Demografía
Según el censo de 2010, había 990 personas residiendo en Canton. La densidad de población era de 12,53 hab./km². De los 990 habitantes, Canton estaba compuesto por el 97.27% blancos, el 0.2% eran afroamericanos, el 0.2% eran amerindios, el 0.2% eran asiáticos, el 0% eran isleños del Pacífico, el 0.2% eran de otras razas y el 1.92% pertenecían a dos o más razas. Del total de la población el 1.01% eran hispanos o latinos de cualquier raza.